# مین کیونگ-گاب
مین کیونگ-گاب (انگلیسی: Min Kyung-gab؛ زادهٔ ۲۷ اوت ۱۹۷۰) کشتی‌گیر اهل کره جنوبی بود.